# Feltia subgothica
Feltia subgothica is een vlinder uit de familie van de uilen (Noctuidae). De wetenschappelijke naam van de soort is voor het eerst geldig gepubliceerd in 1810 door Haworth.